# Patreksfjörður (fjord)
Patreksfjörður är en fjord i republiken Island.   Den ligger i regionen Västfjordarna, i den västra delen av landet, 190 km nordväst om huvudstaden Reykjavík. Fjorden är cirka 6 km bred och går 20 km inåt land.

## Namnet
Enligt Landnámabók fick fjorden sitt namn av den norske hersen Björn bunas sonson Örlygr Hrappsson. Denne var kristen och hade varit i fostran hos en viss biskop Patrek på Hebriderna. Örlyg beslöt sig för att utvandra till Island, men då skeppet nalkades ön kom en häftig storm som hotade driva det ur kurs. Örlyg åkallade då biskopen – som troddes vara en helig man – och bad om hjälp. Han blev bönhörd och sedan han lyckligt kommit i land kallade han landstigningsplatsen efter sig själv för Örlygshöfn (’Örlygs hamn’), men fjorden gavs namnet Patreksfjörður.
Fjorden är alltså inte uppkallad efter det irländske helgonet Sankt Patrik, vilket man annars skulle ha kunnat tro, utan efter en i övrigt helt okänd biskop av Iona som, om berättelsen är sann, skall ha levt vid mitten av 800-talet.
Något Örlygshöfn finns inte på platsen i dag. Däremot har en av vägarna vid fjorden fått namnet Örlygshafnarvegur, och här står Islands äldsta stålskepp stadigt på grund och rostar. Det är en gammal valfångare, byggd i Norge 1912, som kördes på grund sedan den tagits ur drift 1981.

## Klimat
Inlandsklimat råder i trakten. Årsmedeltemperaturen i trakten är 0 °C. Den varmaste månaden är juli, då medeltemperaturen är 11 °C, och den kallaste är februari, med −7 °C.